# Lhenice
Lhenice es una localidad del distrito de Prachatice en la región de Bohemia Meridional, República Checa, con una población estimada a principio del año 2018 de 1979 habitantes. 
Se encuentra ubicada al suroeste de la región, en la zona de la selva de Bohemia, cerca de la orilla del río Moldava —el principal afluente del río Elba— y de la frontera con la región de Pilsen y Alemania.